# Sacr(…)
Sacr[…] war ein antiker römischer Toreut (Metallbearbeiter), der in der zweiten Hälfte des 1. Jahrhunderts wahrscheinlich in Oberitalien tätig war.
Sacr[…] ist heute nur noch aufgrund dreier Signaturstempel auf bronzenen Geschirren bekannt, die im Rahmen des Weinkonsums genutzt wurden. Zwei Stücke wurden gemeinsam in Ungarn, auf dem Gebiet der früheren römischen Provinz Pannonia, gefunden, das andere im „Barbaricum“, in einem Gräberfeld in Hagenow in Mecklenburg, wo auch Werke von Tiberius Robilius Sitius und Epidius gefunden wurden. Ob die Gerätschaften durch Handel, als Geschenke, Raub oder im Rahmen von Truppenbewegungen in die jeweiligen Regionen kamen, kann nicht mehr geklärt werden. Da die Signatur den Namen nicht komplett wiedergab und eine eindeutige Ergänzung nicht möglich ist, kann über den genauen Namen des Toreuten nur spekuliert werden, andere bekannte Metallhandwerker mit dieser Buchstabenfolge, zu deren Werk diese drei gehören könnten, gibt es bislang nicht. Bei den Artefakten handelt es sich um:
1. Bronzekelle; gefunden in Brandgrab Nummer 2 bei Hagenow in Mecklenburg-Vorpommern; heute im Archäologischen Landesmuseum Mecklenburg-Vorpommern in Schwerin.[1]
2. Bronzesieb; gefunden mit Nummer 3 in einem Körpergrab in Szőlősgyörök, Komitat Somogy, Ungarn; heute im Rippl-Rónai Múzeum in Kaposvár, Ungarn.[2]
3. Bronzekelle; gefunden mit Nummer 2 in einem Körpergrab in Szőlősgyörök, Komitat Somogy, Ungarn; heute im Rippl-Rónai Múzeum in Kaposvár, Ungarn.[3]

## Einzelbelege
1. ↑  Inventarnummer E 1131; Richard Petrovszky: Studien zu römischen Bronzegefäßen mit Meisterstempeln. Leidorf, Buch am Erlbach 1993, S. 295, Nr. S.02.01; CIL 13, 10036,73.
2. ↑  Inventarnummer R 80.1.5; Richard Petrovszky: Studien zu römischen Bronzegefäßen mit Meisterstempeln. Leidorf, Buch am Erlbach 1993, S. 295, Nr. S.02.02.
3. ↑  Inventarnummer R 80.1.6; Richard Petrovszky: Studien zu römischen Bronzegefäßen mit Meisterstempeln. Leidorf, Buch am Erlbach 1993, S. 295, Nr. S.02.03.

| Personendaten    | Personendaten                              |
| ---------------- | ------------------------------------------ |
| NAME             | Sacr[…]                                    |
| KURZBESCHREIBUNG | antiker römischer Toreut                   |
| GEBURTSDATUM     | 1. Jahrhundert v. Chr. oder 1. Jahrhundert |
| STERBEDATUM      | 1. Jahrhundert oder 2. Jahrhundert         |